# Klinički centar Crne Gore
Klinički centar Crne Gore (akronim KCCG) je referentna ustanova crnogorskog zdravstvenog sistema, u kome se sprovodi visokospecijalizovana dijagnostika, lečenje, konsultativne, specijalističke i subspecijalističke preglede, sa ciljem da korisnicima zdravstvenih usluga pruži kvalitetnu i optimalnu zdravstvenu zaštitu u skladu sa savremenim medicinskim tokovima primenom novih tehnologija u dijagnostici i lečenju. Klinički centar taj cilj ostvaruje neprestanim razvojem tehnoloških i stručnih kapaciteta, što omogućava stvaranje operativnog i funkcionalnog sistema. Za jedan dan u KCCG u proseku se dnevno obavi oko 1.500 pregleda na Poliklinici, preko 33 hiljade laboratorijskih analiza, i primi oko 163 pacijenta na stacionarno lečenje.
Klinički centar Crne Gore je i medicinski naučno-istraživački centar i nastavna baza Medicinskog fakulteta Univerziteta Crne Gore u Podgorici. Kao referentna ustanova za medicinsku edukaciju, on posebnu pažnju posvećuje akademskom obrazovanju zaposlenih tako da danas u njemu radi preko 50 doktora medicinskih nauka, preko 50 magistra medicinskih nauka i tridesetak  profesora i docenata Medicinskog fakulteta Univerziteta Crne Gore. ih usluga.

## Organizacione jedinice
U sastavu KCCG rade sledeći klinike, poliklinike, centri, instituti i dnevne bolnice:
Klinike i poliklinike
- Interna klinika
- Klinika za ortopediju i traumatologiju
- Klinika za neurohirurgiju
- Klinika za infektivne bolesti
- Hirurška klinika (operacioni blok)
- Klinika za urologiju
- Klinika za neurologiju
- Klinika za otorinolaringologiju
- Klinika za maksilofacijalnu hirurgiju
- Klinika za dermatovenerologiju
- Stomatološka poliklinika
- Klinika za bolesti srca
- Klinika za nefrologiju
- Klinika za psihijatriju
- Klinika za očne bolesti
- Klinika za anesteziju, reanimaciju i terapiju bola

Centri
- Urgentni centar
- Centar za fizikalnu medicinu i rehabilitaciju
- Centar za medicinsku genetiku i imunologiju
- Centar za medicinsko snabdijevanje
- Centar za kliničko-laboratorijsku dijagnostiku
- Centar za radiološku dijagnostiku
- Centar za patologiju
- Centar za sudsku medicinu

Instituti
- Institut za onkologiju
- Institut za bolesti dece

Dnevne bolnice
- Dnevna bolnica Instituta za bolesti dece
- Dnevna bolnica Centra za hematologiju Interne klinike
- Dnevna bolnica za hemoterapiju Klinike za onkologiju
- Odeljenje za hemodijalizu  Klinika za urologiju i nefrologiju.[2]

## Stručno i naučno usavršavanje
U organizacionim jedinicama KCCG sprovode se sledeći oblici stručnog i naučnog usavršavanja:
- Poslediplomsko usavršavanje u struci (specijalizacije i subspecijalizacije)
- Poslediplomsko usavršavanje u nauci (doktorske studije)
- Posledoktorska usavršavanja
- Kratkoročna usavršavanja u struci u zemlji i inostranstvu (kursevi, seminari, kongresi, simpozijumi idr.)
- Naučnoistraživački rad na projektima
- Kontinuirana medicinska edukacija
- Kontinuirana naučno-istraživačka delatnost u struci
- Usavršavanje putem studijskih boravaka u zemlji i inostranstvu
- Usavršavanje i obrazovanje zdravstvenih radnika sa srednjom, višom i visokom medicinskom školom

## Spoljašnje veze
- Internet stranica KCCG